# خوچوغوت
خوچوغوت (به ارمنی: Կոճողոտ) یک منطقهٔ مسکونی در جمهوری آرتساخ است که در استان مارتاکرت واقع شده‌است. خوچوغوت ۵۳۴ نفر جمعیت دارد و ۱٬۰۵۳ متر بالاتر از سطح دریا واقع شده‌است.